# Hyundai Atos
Hyundai Atos – samochód osobowy klasy miejskiej produkowany pod południowokoreańską marką Hyundai w latach 1997 – 2008 oraz ponownie w latach 2018 – 2022.

## Pierwsza generacja

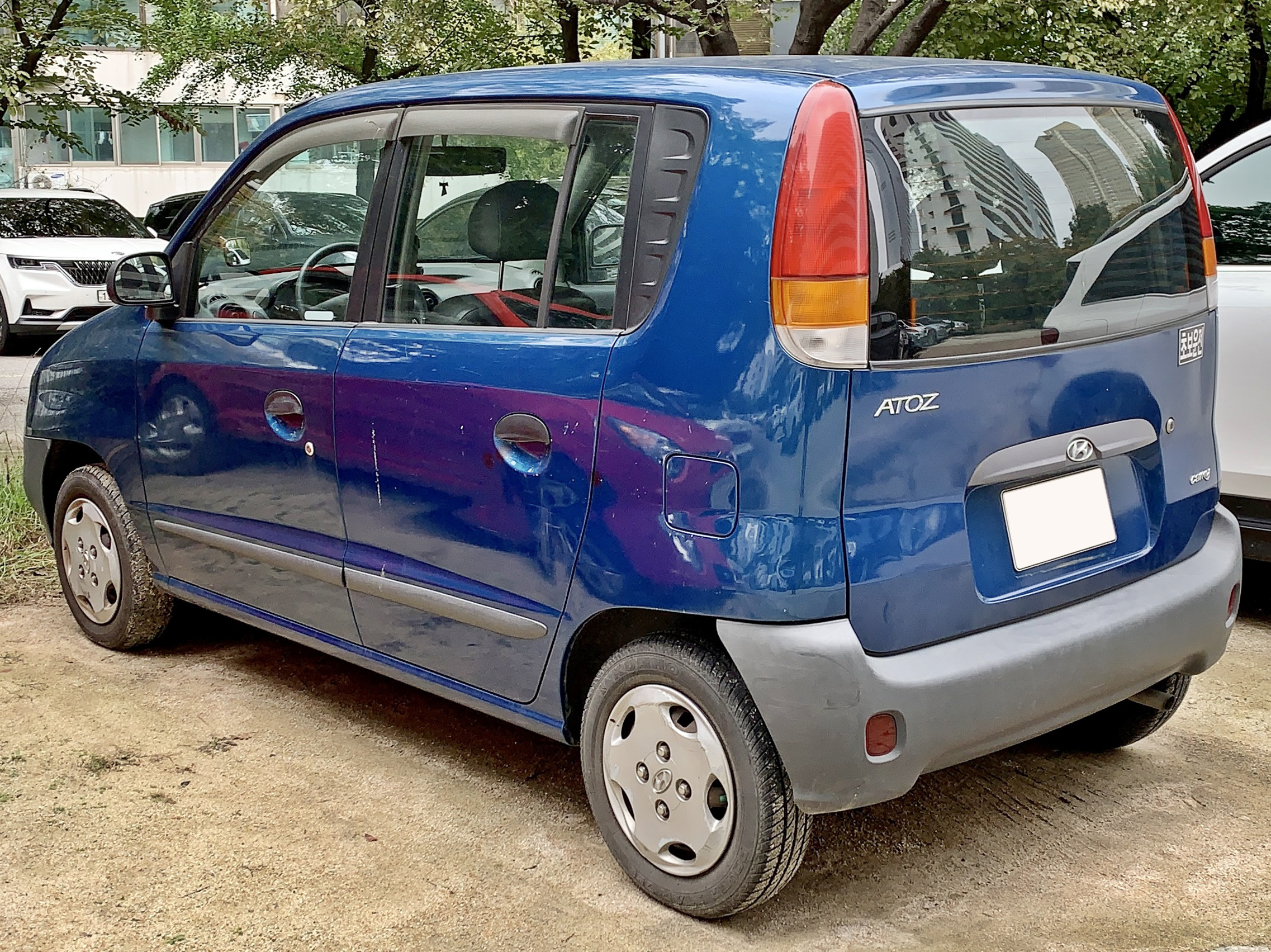
Hyundai Atos I - tył

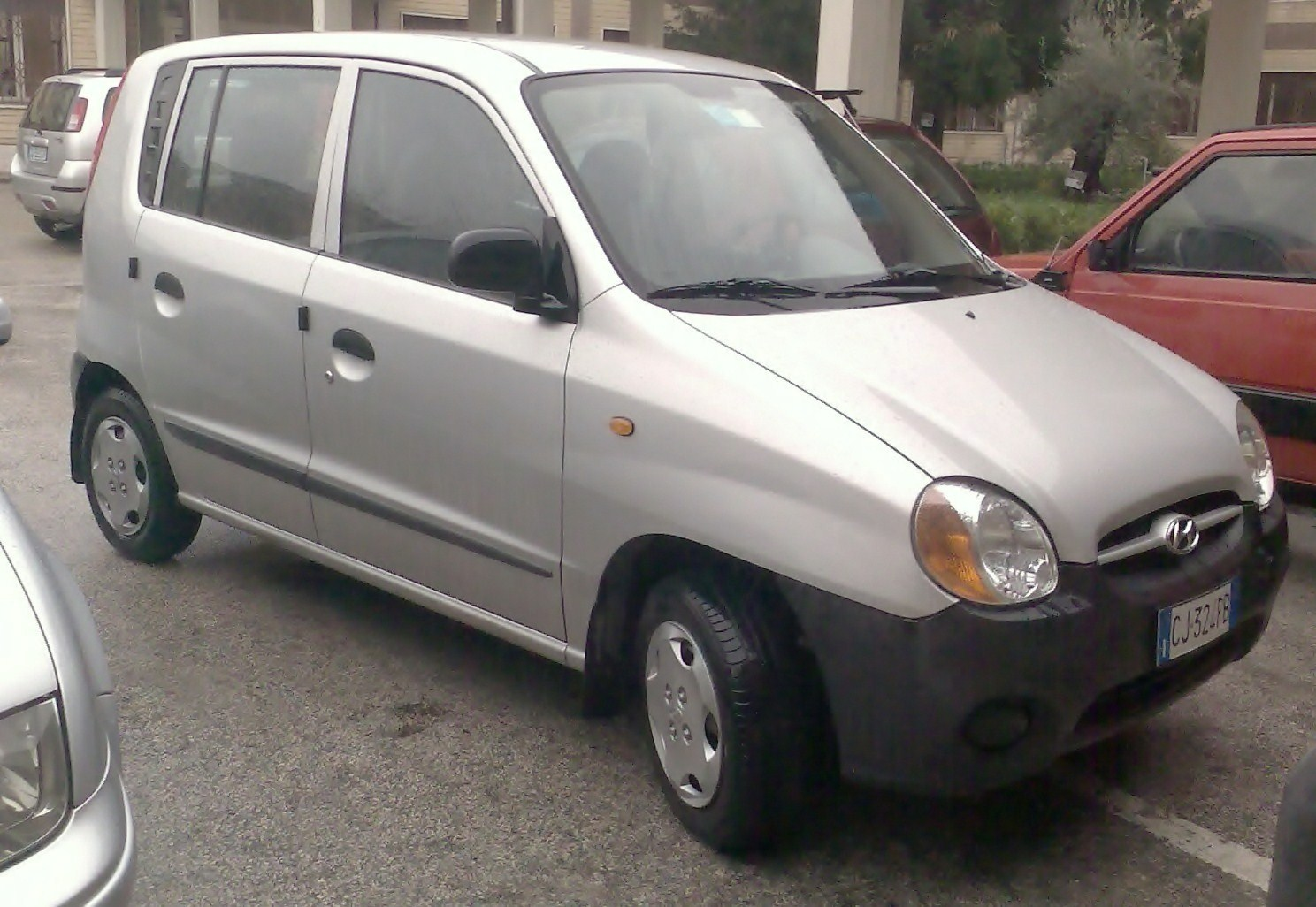
Hyundai Atos I po liftingu

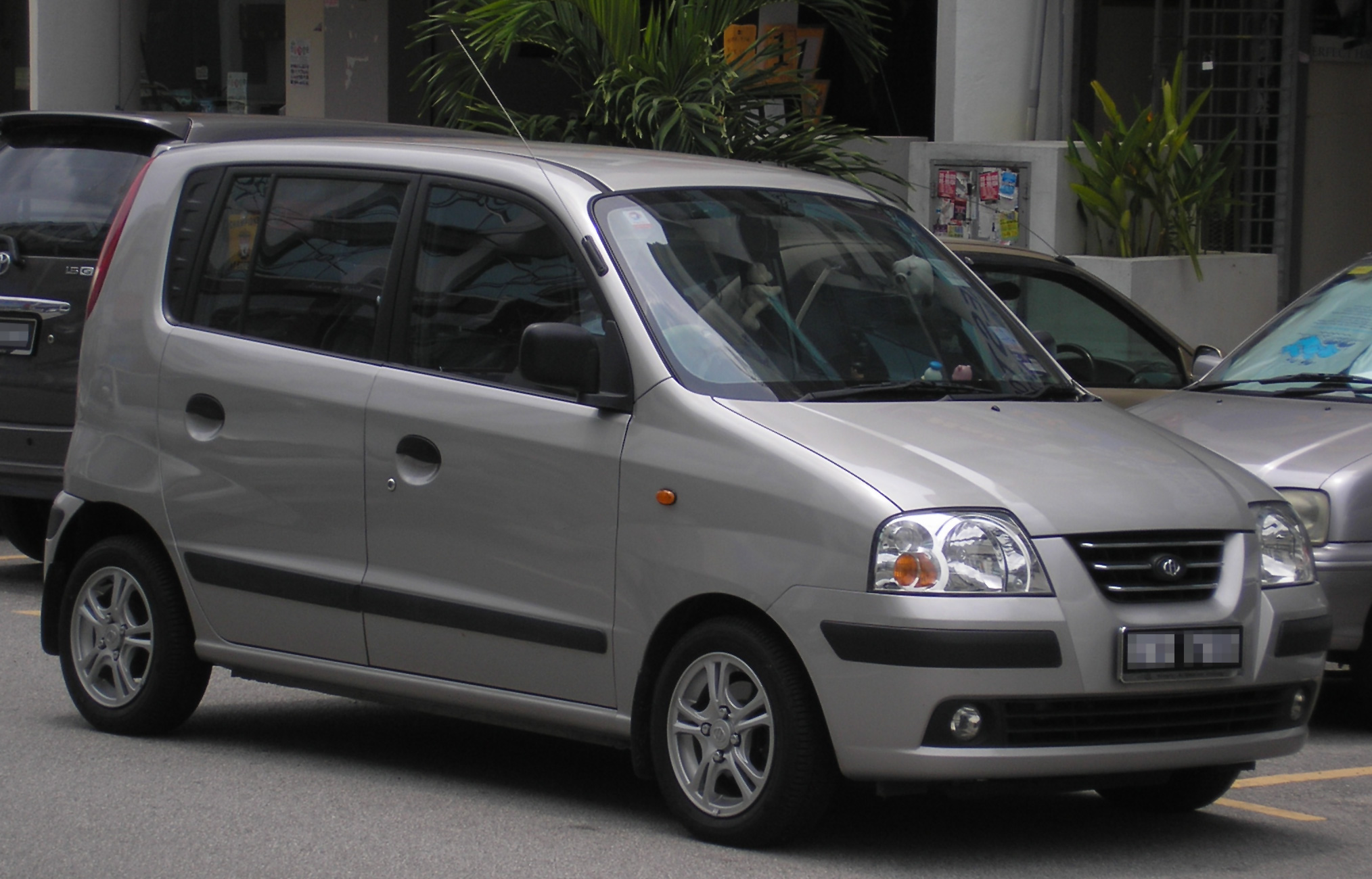
malezyjski Inokom Atos Prima po liftingu

Hyundai Atos I został zaprezentowany po raz pierwszy w 1997 roku.
Atos został opracowany jako najtańszy i najmniejszy, pierwszy tego typu model w ofercie Hyundai. Samochód przyjął postać 5-drzwiowego hatchbacka z pudełkowatą sylwetką z wysoko poprowadzoną linią dachu i charakterystycznym, ściętym tyłem przyozdobionym wysoko umieszczonymi, wąskimi lampami w pionowej formie. Proporcje samochodu zostały podporządkowane wygospodarowaniu jak najbardziej przestronnej kabiny pasażerskiej i obszernego bagażnika, wyraźnie większego w porównaniu do np. konkurencyjnego Daewoo Matiza.
Pod kątem technicznym Atos pierwszej generacji charakteryzował się zawieszeniem składającym się z zamontowanych z przodu kolumn MacPersona i belki skrętnej z tyłu, z kolei na rynku europejskim gamę jednostek napędowych utworzyła tylko jedna - opracowana z myślą o modelu 12-zaworowa, o pojemności 1 litra.

### Lifting
W 2001 roku Hyundai Atos pierwszej generacji razem z droższym Atosem Prime przeszedł drobną restylizację nadwozia. Samochód otrzymał odświeżone klosze reflektorów i lamp, a także chromowaną poprzeczkę w atrapie chłodnicy i odświeżony wygląd zderzaka. Pojawiły się też zmiany pod kątem wykorzystanych materiałów w kabinie pasażerskiej.

### Sprzedaż
Hyundai Atos został skonstruowany jako samochód globalny. Trafił on do sprzedaży na rynkach azjatyckich, latynoamerykańskich i na Bliskim Wschodzie, a także w Europie, z czego w Wielkiej Brytanii samochód otrzymał inną ostatnią literę w emblemacie, nosząc nazwę Hyundai Atoz.
Samochód produkowano także w Malezji pod lokalną marką Inokom jako Inokom Atos, a po restylizacji adaptującej pas przedni z globalnego Atosa Prime II zyskując dłuższą nazwę, Inokom Atos Prima.

### Silnik
- L4 1.0l Epsilon

### Atos Prime

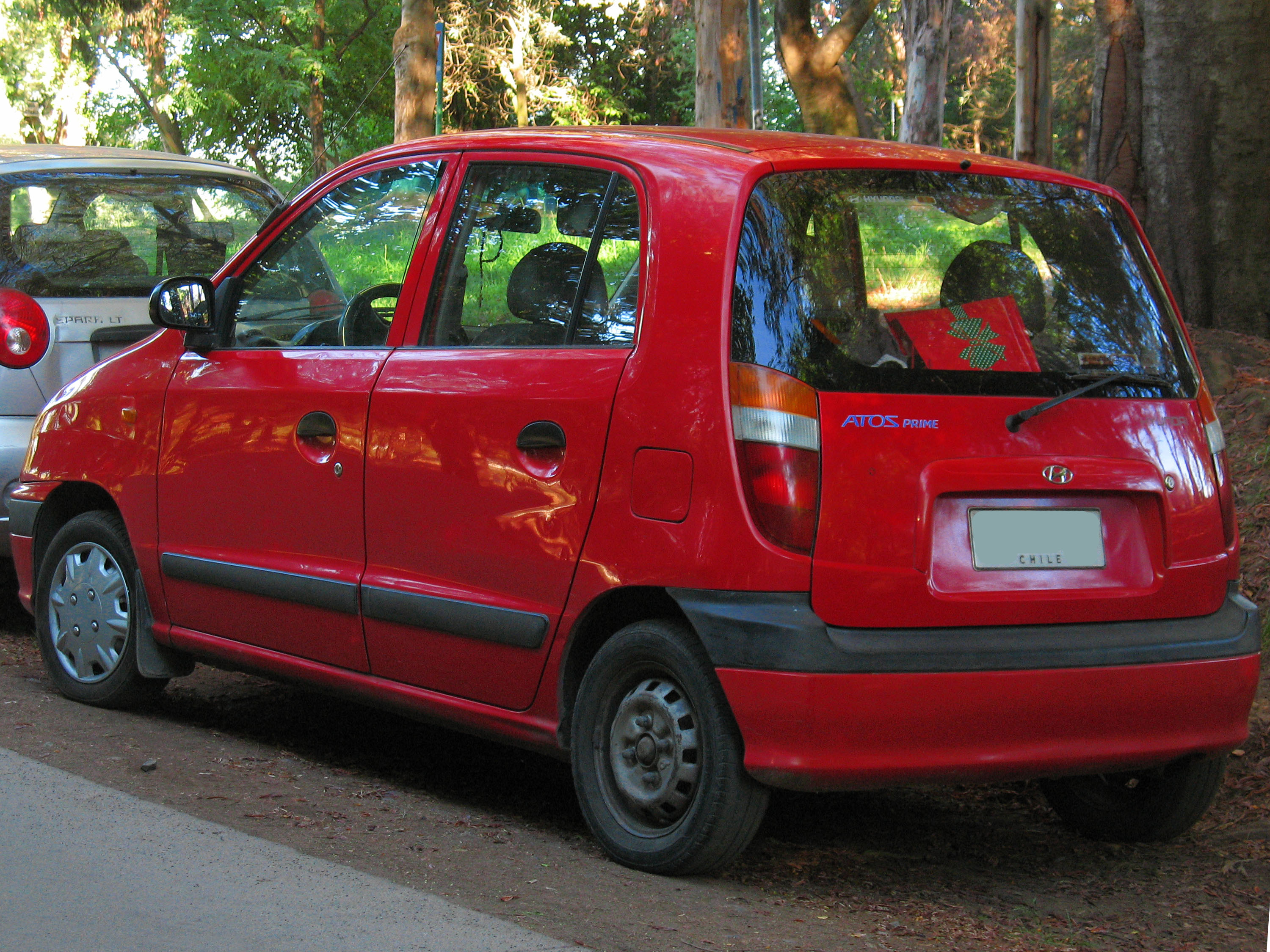
Hyundai Atos I - tył

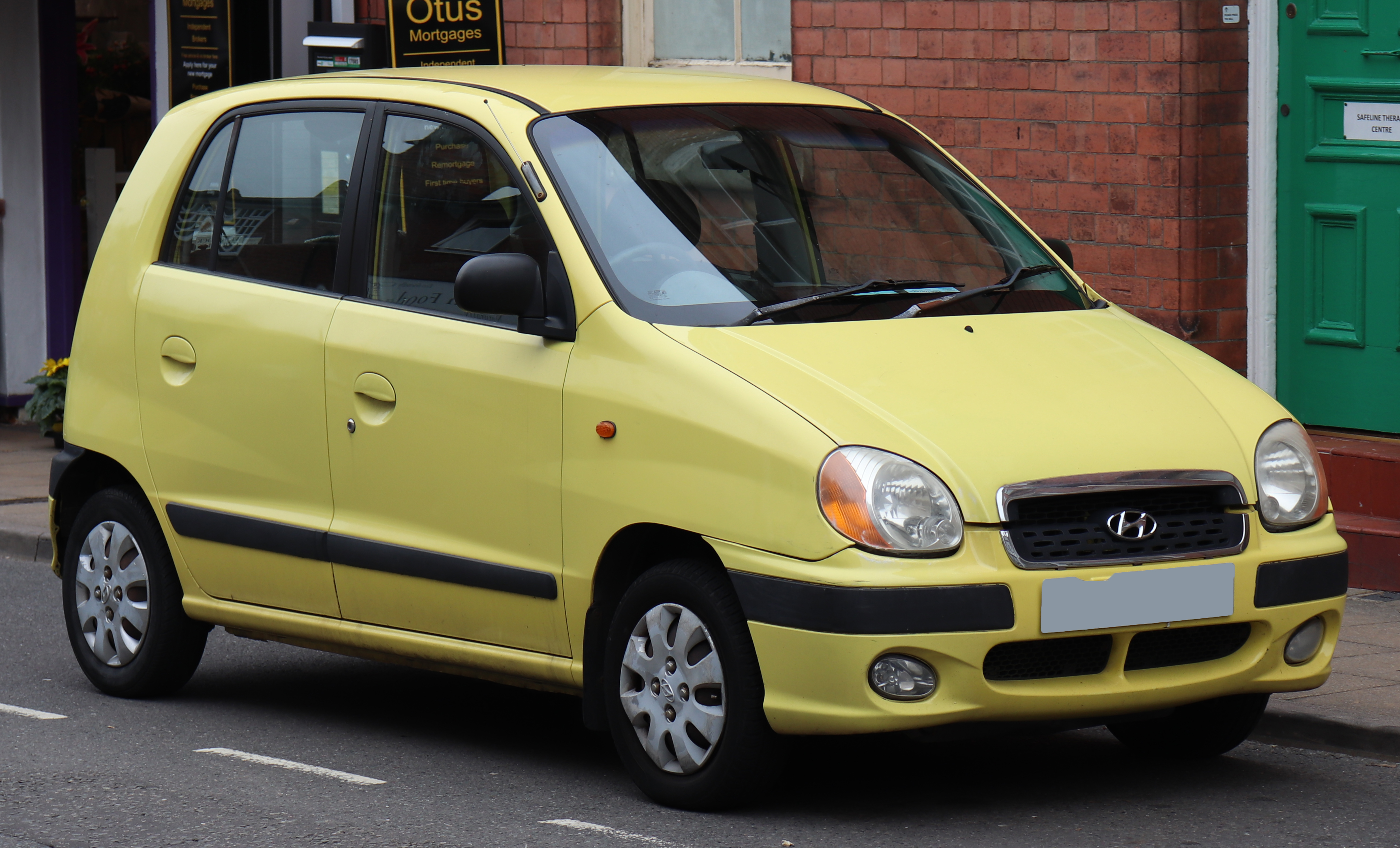
Hyundai Atos Prime I po liftingu

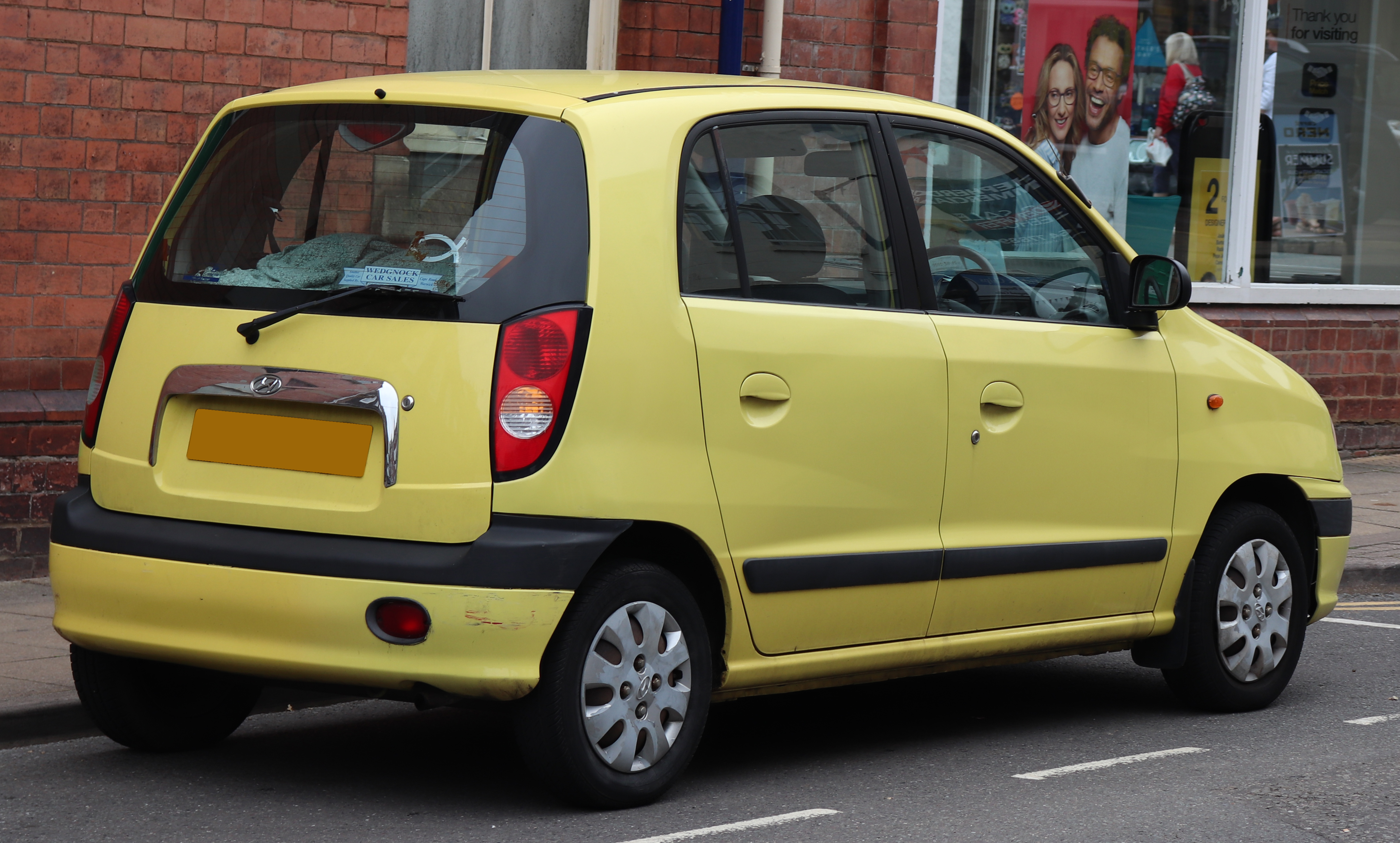
Hyundai Atos Prime I - tył po liftingu

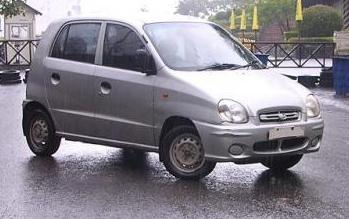
indyjski Hyundai Santro

Hyundai Atos Prime I został zaprezentowany po raz pierwszy w 1999 roku.
Po przejęciu Kia Motors przez Hyundai Motor Group, zdecydowano się zbudować z myślą o rynku Korei Południowej i Indonezji bliźniaczy wobec Atosa model Kia Visto, który jednakże uzyskał przemodelowaną bryłę nadwozia i inny wygląd tylnego pasa.
Pierwotnie samochód miał trafić do sprzedaży również w Europie, jednak ostatecznie zdecydowano się nazwać go Atos Prime i uzupełnić ofertę jako droższy, lepiej wyposażony wariant oferowany równolegle z klasycznym Atosem.
Hyundai Atos Prime od pierwowzoru odróżniał się niższym o 35 centymetrów nadwoziem z opadającą linią dachu, a także pochyloną pod większym kątem tylną szybą i bardziej ściętymi słupkami C. Tylne lampy umieszczono niżej, nadając im bardziej ściętą formę. Pod kątem cenowym, na polskim rynku wariant Prime od podstawowego Atosa był droższy o ok. 2 tys. złotych.

### Lifting
Restylizacja, jaką Atos Prime przeszedł w 2001 roku razem z tańszym Atosem, przyniosła dla niego obszerniejsze zmiany. Poza nowym wyglądem atrapy chłodnicy i nowym kolorem kierunkowskazów w reflektorach, zmienił się także wygląd oraz układ lamp tylnych.

### Sprzedaż
Podobnie jak klasyczny Atos, także i wariant Prime był samochodem o globalnym zasięgu rynkowym. Dostępny był on m.in. na rynkach azjatyckich, w Ameryce Południowej czy na Bliskim Wschodzie, a także trafił do produkcji w Indiach jako Hyundai Santro. 
Spośród rynków europejskich, niewielki hatchback ponownie nosił inną nazwę w Wielkiej Brytanii - tym razem, jako Hyundai Amica. Na rynku meksykańskim sprzedażą modelu zajmował się z kolei Dodge, oferując go jako Dodge Atos.

### Silniki
- L4 0.8l Epsilon
- L4 1.0l Epsilon
- L4 1.1l Epsilon

## Druga generacja

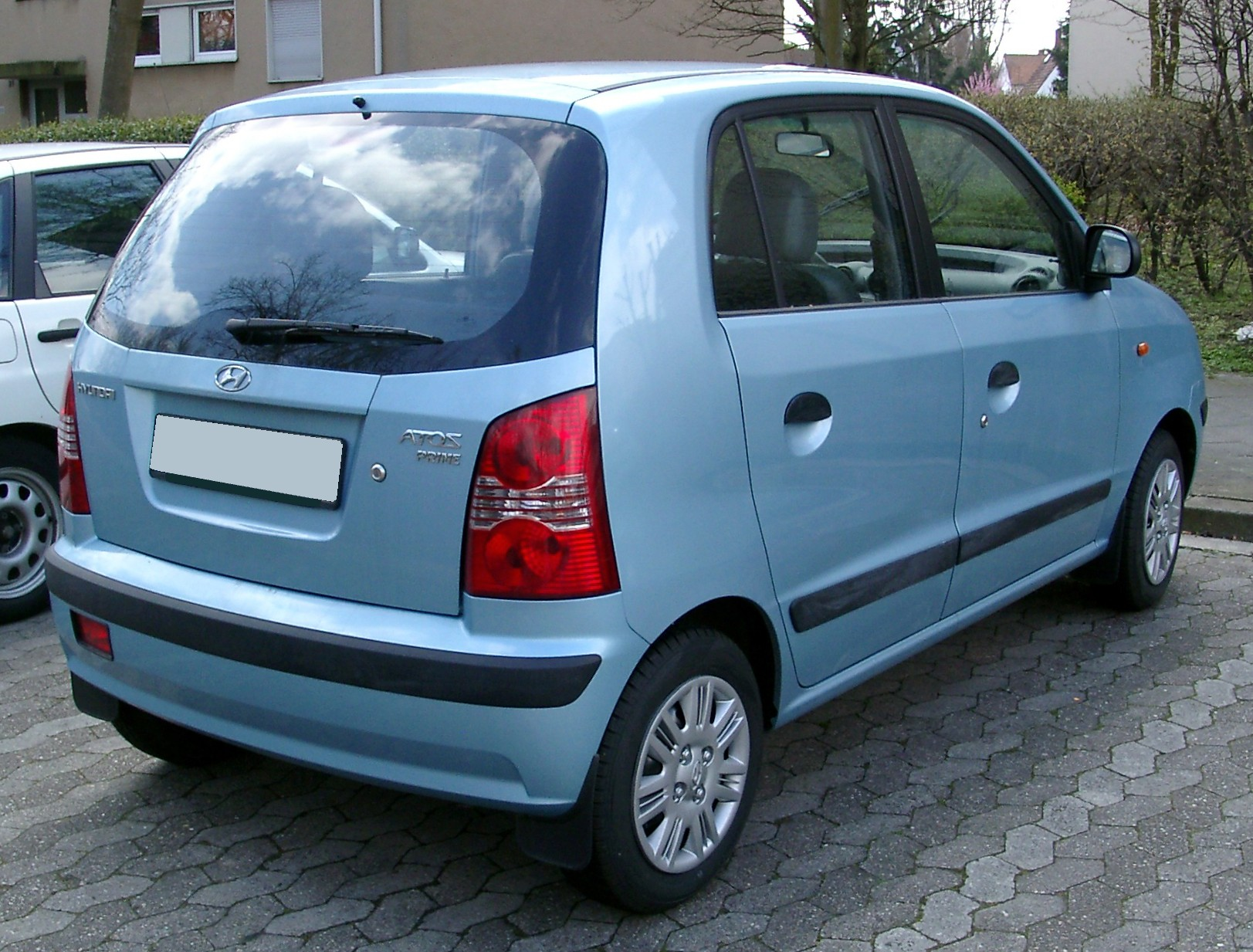
Hyundai Atos Prime II - tył

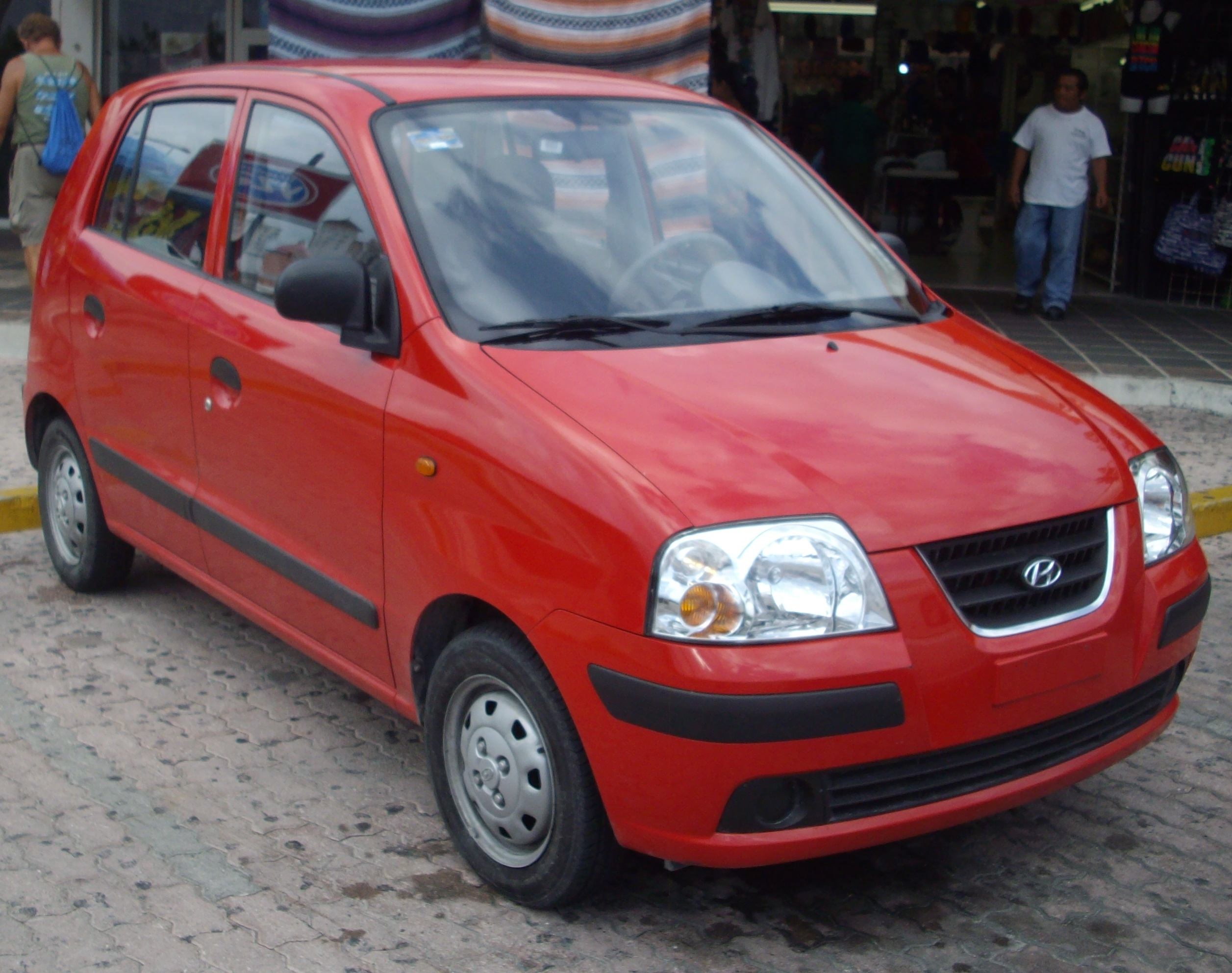
meksykański Dodge Atos

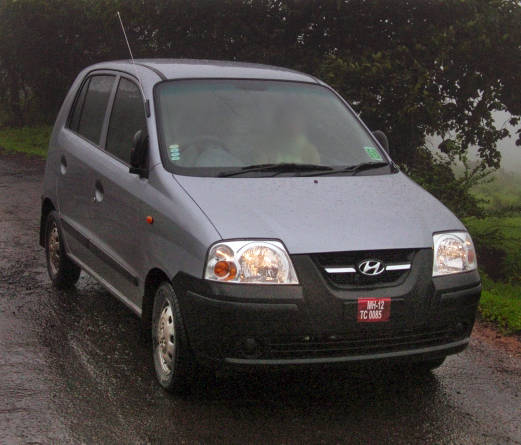
indyjski Hyundai Santro Xing

Hyundai Atos Prime II został zaprezentowany po raz pierwszy w 2003 roku.
Nowa wersja najmniejszego modelu w gamie Hyundaia zastąpiła zarówno podstawowego Atosa, jak i wyżej pozyckonowanego Atosa Prime. Samochód powstał na bazie nowszego z nich, wykorzystując platformę i podzespoły techniczne, a także przednie i tylne drzwi oraz wystrój kabiny pasażerskiej. 
Poza tymi elementami - Atos Prime II był zupełnie nową konstrukcją, z innymi wymiarami zewnętrznymi i zaprojektowaną na nowo stylizacją nadwozia z charakterystycznymi, dużymi reflektorami. Głównym celem konstruktorów było zapewnienie ogólnej, lepszej jakości wykonania i bogatszego wyposażenia standardowego. Wprowadzono także nową, mocniejszą jednostkę napędową o pojemności 1,1-litra, która zapewniała lepszą dynamikę i elastyczność.

### Sprzedaż
Atos Prime II ponownie był samochodem przeznaczonym do sprzedaży na rynkach globalnych. Spośród rynków europejskich producent kontynuował odrębną politykę nazewniczą wobec Wielkiej Brytanii, gdzie podobnie jak dotychczas samochód nosił nazwę Hyundai Amica.
Z Indiach z racji pozostania w produkcji starszego odpowiednika, odnowiony model otrzymał dłuższą nazwę, Hyundai Santro Xing. Podobnie jak poprzednik, także i nowszy Atos Prime był sprzedawany w Meksyku jako Dodge Atos w ramach sieci dealerskiej Dodge.

### Koniec produkcji i następca
W 2008 roku produkcja i sprzedaż Atosa Prime zakończyła się m.in. w Europie i Meksyku na rzecz zupełnie nowego modelu, Hyundai i10. Produkcja pojazdu pod nazwą Santro Xing była kontynuowana w Indiach do 2014 roku, po czym zastąpił ją nowy, budżetowy model skonstruowany specjalnie z myślą o rynkach rozwijających się - Hyundai Eon.

### Silniki
- L4 0.8l Epsilon
- L4 1.0l Epsilon
- L4 1.1l Epsilon

## Trzecia generacja

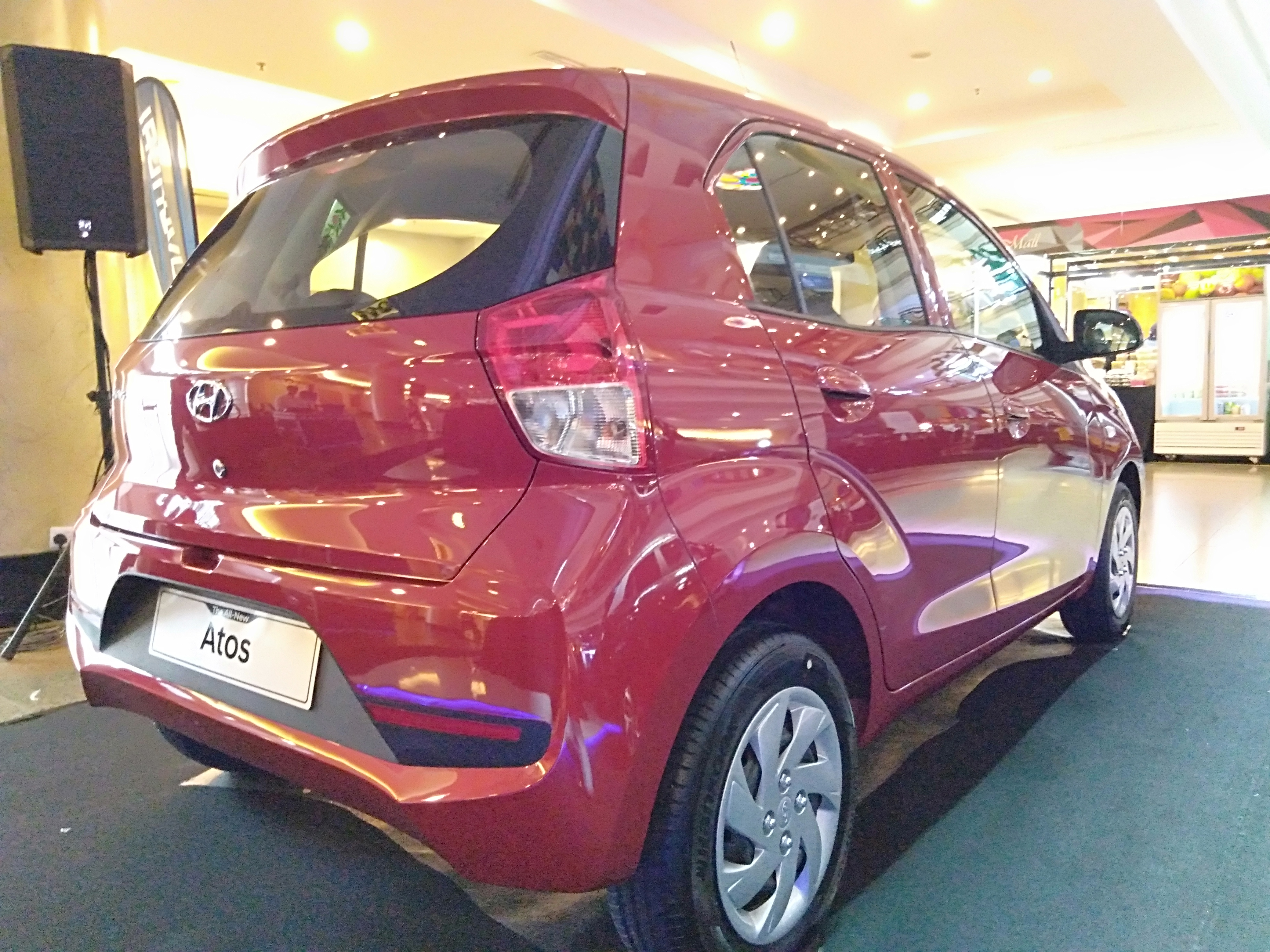
Hyundai Atos III - tył

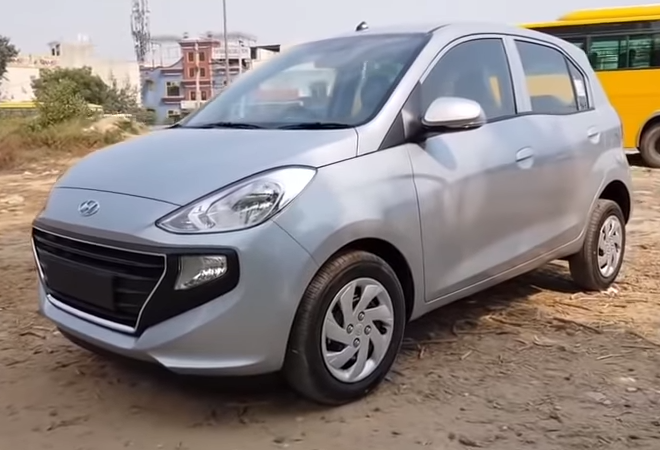
indyjski Hyundai Santro

Hyundai Atos III został zaprezentowany po raz pierwszy w 2018 roku.
Hyundai zdecydował się powrócić do nazwy Atos na rzecz nowej generacji najmniejszego, budżetowego samochodu miejskiego zbudowanego z myślą o rynkach rozwijających się. Samochód został skonstruowany przez indyjski oddział jako następca modelu Eon, stanowiąc uzupełnienie oferty wobec większego Grand i10.
Samochód utrzymano w stylistyce tożsamej z większymi pojazdami Hyundaia, wyróżniając się wzbogaconą licznymi łukami i przetłoczeniami sylwetką, a także charakterystycznym, dużym wlotem powietrza w przedniej części nadwozia utworzonym przez sześciokątną atrapę chłodnicy. Rozstaw osi został zoptymalizowany do wygospodarowania jak największej przestrzeni w kabinie pasażerskiej.
Samochód wyposażono w systemy bezpieczeństwa jak ABS czy ESP, a także opcjonalny, 7-calowy ekran dotykowy systemu multimedialnego Mirror Link umożliwiający łączność z systemami Apple CarPlay i Android Auto.

### Sprzedaż
Na rodzimym rynku indyjskim samochód powrócił do stosowanej przez dekadą nazwy Hyundai Santro, z kolei na rynkach eksportowych z wyjątkiem Filipin oferowany jest on jako Hyundai Atos. Taką nazwę nosi m.in. w Brunei, Chile, Peru i Południowej Afryce.
W połowie maja 2022 indyjski oddział Hyundaia poinformował, że po zaledwie 4 latach produkcji podjął decyzję o zakończeniu produkcji modelu Santro. Producent argumentował to niezadowalającymi wynikami sprzedaży i niepowodzeniem w zagrożeniu pozycji rynkowej lokalnego lidera, Maruti Suzuki.

### Silniki
- L4 1.1l Epsilon
- L4 1.1l Epsilon CNG